# Tuscania Volley
La Tuscania Volley è una società pallavolistica maschile italiana con sede a Tuscania: milita nel campionato di Serie B.

## Storia
La Tuscania Volley viene fondata nel 1966 presso l'Oratorio San Luigi di Tuscania. Partecipa al primo campionato semiprofessionistico, ossia alla Serie B2, nella stagione 2006-07, tuttavia al termine dell'annata retrocede subito in Serie C. Al termine del campionato 2009-10 conquista una nuova promozione e torna in Serie B2 per la
stagione 2011-12: grazie al primo posto al termine della regular season, viene promossa in Serie B1. Dopo un'annata conclusa a metà classifica, nella stagione 2013-14, grazie al terzo posto in classifica, accede ai play-off promozione: in finale supera l'Olimpia Bergamo, ottenendo la promozione in Serie A2.
Nella stagione 2014-15 disputa il primo campionato professionistico in serie cadetta: nella stagione 2016-17 raggiunge la finale nella Coppa Italia di categoria, venendo sconfitta dalla Emma Villas, e per la prima volta i play-off promozione, uscendo nei quarti di finale.
Dopo altre due stagioni in serie A2, al termine del campionato 2018-19, viene retrocessa nella neonata Serie A3: nella nuova categoria conquista per due annate la partecipazione ai play-off promozione e nella stagione 2021-22 l'accesso alla Coppa Italia di A3 dove giunge fino alle semifinali.
Nell'annata 2022-23 partecipa ancora alla Coppa Italia di categoria, dove giunge al terzo posto: al termine della stagione rinuncia tuttavia all'iscrizione alla terza serie nazionale cedendo il titolo alla Sabaudia.
Nella stagione successiva disputa il campionato di Serie B, terminando la regular season al primo posto in classifica nel proprio girone ed ottenendo la promozione in Serie A3 grazie alla vittoria nei play-off promozione: rinuncia tuttavia ancora all'iscrizione e disputa nell'annata 2024-25 nuovamente la Serie B.

## Rosa 2022-2023
| N° | Nome                      | Ruolo | Data di nascita  | Nazionalità sportiva |
| -- | ------------------------- | ----- | ---------------- | -------------------- |
| 1  | Sebastiano Stamegna       | S     | 2 novembre 2001  | Italia               |
| 4  | Roberto Festi             | C     | 30 gennaio 1994  | Italia               |
| 5  | Matteo Ruffo              | C     | 1º marzo 1999    | Italia               |
| 6  | Filippo Menchetti         | S     | 28 marzo 2003    | Italia               |
| 7  | Alessandro Cipolloni Save | P     | 30 luglio 2003   | Italia               |
| 8  | Alessandro Sorgente       | L     | 4 dicembre 1993  | Italia               |
| 9  | Mauro Sacripanti          | S     | 15 maggio 1998   | Italia               |
| 10 | Francesco Corrado         | S     | 10 maggio 1997   | Italia               |
| 11 | Samuele Aprile            | C     | 23 dicembre 1997 | Italia               |
| 12 | Samuel Onwuelo            | O     | 18 aprile 1997   | Italia               |
| 15 | Tommaso Quadraroli        | L     | 17 ottobre 2006  | Italia               |
| 17 | Samuele Licitra           | S     | 5 settembre 2003 | Italia               |
| 18 | Gabriele Parisi           | P     | 29 aprile 1987   | Italia               |
| 18 | Claudio Borzacconi        | O     | 8 agosto 2005    | Italia               |